# Cheiramiona filipes
Cheiramiona filipes är en spindelart som först beskrevs av Simon 1898.  Cheiramiona filipes ingår i släktet Cheiramiona och familjen sporrspindlar. Inga underarter finns listade i Catalogue of Life.